# Haus Levy

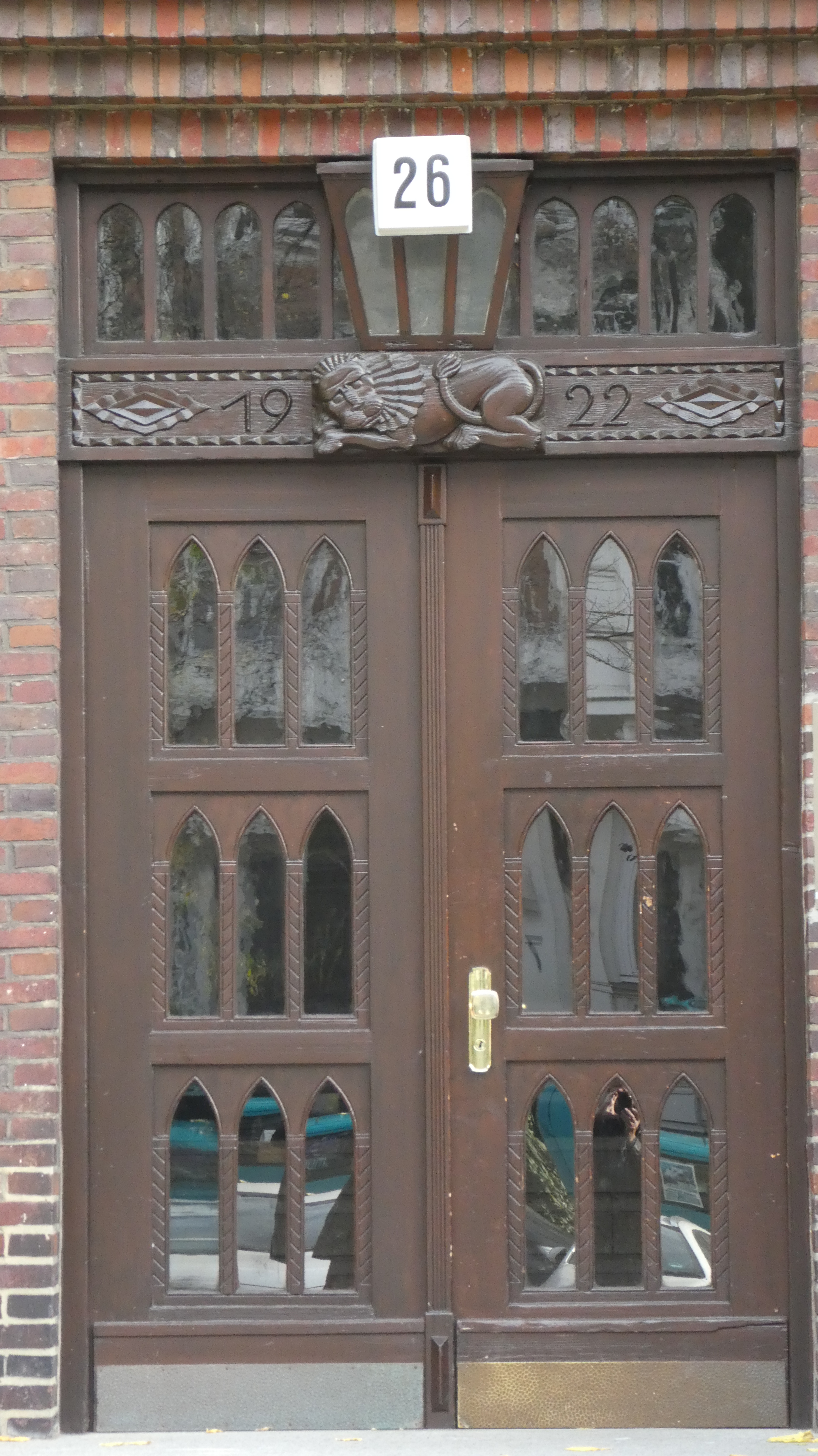
Der Löwe von Juda über der Eingangstür des Hauses Levy

Das Haus Levy steht an der Rothenbaumchaussee 26 in Hamburg. Der Rotklinkerbau wurde im April 1922 fertiggestellt, finanziert durch eine Baugenossenschaft – der ersten in Hamburg – und errichtet von den Hamburger Architekten Hans und Oskar Gerson. Finanziert wurde der Bau durch das Bankhaus M.M.Warburg & CO.

„Ein grosser, breiter Kasten in dunklem Klinker zwischen all den weissen Jugendstil-Tortenstücken mit ihrem gefälligen Zierrat. Der strenge fünfstöckige Ziegelbau wurde von den verärgerten Anrainern sofort als «Gefängnis» geschmäht; eine der ersten Bürgerinitiativen der Weimarer Republik sollte den ungeheuerlichen Stilbruch verhindern. Vergebens.“

Als erster zog der Privatbankier Paul Levy in den dritten Stock des Hauses ein. Unter anderem wohnte hier auch der Facharzt für Strahlentherapie, Dr. Henri Hirsch. Er konnte sich 1934 dem Zugriff der Gestapo durch die Flucht nach Genua entziehen. Seine Kinder wurden wie die anderen jüdischen Bewohner des Hauses vertrieben.
Zu den jüdischen Bewohnern zählten die Juristen Dr. Rudolf Magnus und Dr. Fritz Liebmann, Syndikus des Bankhauses M.M. Warburg & Co., die Kaufleute Richard Behr und Carl Neukircher, der Arzt Dr. Henri Hirsch, der Künstler Willy Davidsohn. Die Ausgrenzung und Vertreibung der jüdischen Bewohner dieses Hauses und die „Arisierung“ sind im Buch „Das Haus des Paul Levy“ von Michael Batz beschrieben. Zudem weisen Stolpersteine vor dem Haus auf die Bewohner und ihre Schicksale hin. Zu den Arisierern zählten der Zahnarzt, SS-Sturmführer und Tennisspieler Walter Dessart und der Gynäkologe Theodor Heynemann.